# Leibnitz (distrito)
| Distrito de Leibnitz                                     |                                          |
| Estado                                                   | Estíria                                  |
| Capital                                                  | Leibnitz                                 |
| Área                                                     | 751 km²                                  |
| População                                                | 84.155 habitantes (1 de janeiro de 2019) |
| Densidade                                                | 112 hab./km²                             |
| Website                                                  | Site oficial                             |
| Localização de Distrito de Leibnitz no estado de Estíria |                                          |
|                                                          |                                          |

Leibnitz (em alemão: Bezirk Leibnitz) é um distrito da Áustria, localizado no estado da Estíria.

## Cidades e municípios
Leibnitz possui 29 municípios, sendo 1 com estatuto de cidade e 15 com direito de mercado (Marktgemeinde) e o restante municípios comuns.

### Cidades
- Leibnitz

### Mercados (Marktgemeinden)
- Arnfels
- Ehrenhausen an der Weinstraße
- Gamlitz
- Gleinstätten
- Gralla
- Großklein
- Heiligenkreuz am Waasen
- Lebring-Sankt Margarethen
- Leutschach an der Weinstraße
- Sankt Georgen an der Stiefing
- Sankt Nikolai im Sausal
- Sankt Veit in der Südsteiermark
- Schwarzautal
- Straß in Steiermark
- Wagna
- Wildon

### Municípios
- Allerheiligen bei Wildon
- Empersdorf
- Gabersdorf
- Hengsberg
- Heimschuh
- Kitzeck im Sausal
- Lang
- Oberhaag
- Ragnitz
- Sankt Andrä-Höch
- Sankt Johann im Saggautal
- Tillmitsch